# Востриков, Тимофей Иванович
Тимофей Иванович Востриков (1919—1943) — участник Великой Отечественной войны, наводчик орудия 12-го истребительно-противотанкового артиллерийского полка (6-й танковый корпус, 1-я танковая армия, Воронежский фронт), сержант. Герой Советского Союза.

## Биография
Родился в 1919 году многодетной крестьянской семье в деревне Чесноково (на территории современного Ленинск-Кузнецкого района Кемеровской области). Русский.
Окончил 7 классов, затем работал в колхозе.
В Красной Армии — с сентября 1939 года. Служил в городе Баку, ныне Азербайджан.
На фронте с 1941 года. 8 июля 1943 года, во время Курской битвы, при отражении вражеских танковых атак у села Верхопенье (Ивнянский район Курской области) подбил 5 танков. Когда немецкие танки подошли на расстояние 600–700 метров, орудийный расчёт Вострикова встал против сорока немецких танков. А с воздуха вели обстрел немецкие самолёты. В бою погиб весь состав расчёта. Оставшись один, тяжело раненый сержант Востриков продолжал вести огонь. В этом бою он погиб.
Похоронен в селе Верхопенье, Ивнянский район (ныне — Белгородской области).

## Память
- На месте, где происходили бои, стоит памятник — танк с поднятым в небо стволом орудия. Недалеко от него, в соседней деревне Верхопенье, что в Ивнянском районе Курской области, есть памятник солдату — стоящий боец держит в руке каску. На постаменте надпись: «Здесь похоронен Герой Советского Союза Тимофей Иванович Востриков»[3]. Здесь же установили обелиск Славы в честь советских воинов, стоявших насмерть в июле 1943 года.
- Именем Героя названа улица в г. Ленинске-Кузнецком.
- В музее боевой славы МОУ СОШ № 38 Ленинска-Кузнецкого имеется раздел, посвящённый И. И. Куренкову[4].

## Награды
- Указом Президиума Верховного Совета СССР от 21 сентября 1943 года сержанту Вострикову Тимофею Ивановичу присвоено звание Героя Советского Союза с вручением ордена Ленина и медали «Золотая Звезда» (посмертно).